# Benjamin Reusser

̩
Benjamin Reusser (* 17. Juni 1987) ist ein ehemaliger Schweizer Unihockeyspieler und heutiger Assistenztrainer des UHC Kloten-Dietlikon Jets. Als Spieler stand er zuletzt beim Nationalliga-A-Vertreter Grasshopper Club Zürich unter Vertrag.

## Karriere

### Verein
Reusser begann seine Karriere bei den Kloten-Bülach Jets. 2004 debütierte er in der Nationalliga A. Mit den Jets stieg er 2006 in die zweithöchste Spielklasse ab. Unter dem neuen Trainer kam er nicht mehr zum Einsatz und wurde oftmals in die U21-Mannschaft abgeschoben.
2007 wechselte Reusser zum Kantonsnachbarn HC Rychenberg Winterthur.
Nach zwei Spielzeiten verliess Reusser die Winterthurer wieder und ging zurück zu seinem Heimatverein. Bei den Kloten-Bülach Jets wurde Reusser unter dem neuen Trainer zum Stammspieler und konnte den Aufstieg in die höchste Spielklasse feiern. In seiner zweiten Saison machte er mit 31 Scorerpunkten sowohl in- wie auch ausländische Clubs auf sich aufmerksam.
Im Sommer 2011 erfolgte der Wechsel zum finnischen Erstligisten Nokian Kristilliset Palloilijat. Für die finnische Mannschaft aus Nokia erzielte er in 43 Partien 45 Scorerpunkte. Zudem sammelte er 40 Strafminuten.
2013 kehrte Reusser wieder zu den Kloten-Bülach Jets zurück. In vier Saisons bei den Jets erreichte er 74 Scorerpunkte.
Am 18. April 2017 gab der Grasshopper Club Zürich bekannt, dass Reusser zur Saison 2017/18 zu den Grasshoppers wechsle. 2019 beendete Reusser seine Karriere wegen muskulärer Probleme. In seiner letzten Saison konnte er lediglich in fünf Partien eingesetzt werden.
Nach einer zweijährigen Absenz vom Unihockeysport wurde er im Juli 2021 Assistenztrainer beim UHC Kloten-Dietlikon Jets.

### Nationalmannschaft
Reusser debütierte am 22. April 2011 für die Schweizer Unihockeynationalmannschaft bei der Euro Floorball Tour. Er spielte dabei in der vierten Sturmlinie zusammen mit Christoph Meier und Renato Schneider. Seinen ersten Treffer im Trikot der Nationalmannschaft erzielte er einen Tag später bei der Niederlage gegen Finnland. Zudem wurde er als bester Spieler der Schweizer ausgezeichnet.
Reusser stand im Kader der Weltmeisterschaft 2012 in der Schweiz. Dabei absolvierte er sechs Partien. Er erzielte zwei Treffer und einen Assist.
Nach der Weltmeisterschaft wurde Reusser vier Jahre nicht mehr in das Kader der Nationalmannschaft einberufen. 2016 wurde er unter Nationaltrainer David Jansson erneut für die Euro Floorball Tour aufgeboten.